# St. Ansgar (Iowa)
St. Ansgar – miasto w Stanach Zjednoczonych, w stanie Iowa, w hrabstwie Mitchell. Zgodnie ze spisem statystycznym z 2000 roku, miasto liczyło 1031 mieszkańców.